# Rivière Hall Ouest
Pour les articles homonymes, voir Hall et Rivière Hall.
La rivière Hall Ouest est un affluent de la rivière Hall (rivière Bonaventure) laquelle coule vers le Sud-Ouest jusqu'à la rive Est de la rivière Bonaventure ; cette dernière coule vers le Sud pour se déverser sur la rive Nord de la Baie-des-Chaleurs.
La rivière Hall Ouest coule dans la municipalité régionale de comté (MRC) de Bonaventure, dans la région administrative de la Gaspésie-Îles-de-la-Madeleine, au Québec, au Canada. Plus spécifiquement, ce cours d'eau traverse successivement les territoires de :
- Rivière-Bonaventure (canton de Honorat et de Garin), un territoire non organisé,
- Saint-Elzéar (Bonaventure) (canton de Cox),
- Paspébiac (ville).

## Géographie
La rivière Hall Ouest prend sa source de ruisseaux de montagne dans le canton de Honorat, dans le territoire non organisé de Rivière-Bonaventure. Les bassins versants au Nord de sa source sont le ruisseau Duval Est et la rivière Garin.
La source de la rivière Hall Ouest se situe en zone montagneuse à :
- 18,1 km au Nord du centre du hameau de Saint-Jogues (municipalité de Hope ;
- 11,1 km au Nord-Est de la confluence de la "rivière Hall Ouest" ;
- 22,2 km au Nord-Est de la confluence de la rivière Hall ;
- 28,1 km au Nord-Est de l'embouchure du "Havre de Beaubassin" dans lequel se déverse la rivière Bonaventure.

À partir de sa source, le cours de la "rivière Hall Ouest" coule sur 14,5 km en zones forestières, selon les segments suivants :
- 3,0 km vers le Sud-Ouest dans le canton de Honorat, jusqu'à la limite du canton de Garin ;
- 3,4 km vers le Sud-Ouest, puis vers le Sud dans le canton de Garin, jusqu'à la limite de Saint-Elzéar ;
- 2,5 km vers le Sud dans Saint-Elzéar, jusqu'à la confluence d'un ruisseau (venant du Nord-Est) ;
- 1,0 km vers le Sud-Ouest, jusqu'à la confluence d'un ruisseau (venant du Nord-Est) ;
- 1,3 km vers le Sud-Ouest, jusqu'à la décharge des Lacs à Gildas ;
- 1,6 km vers le Sud-Est, jusqu'à la limite de Paspébiac (ville) ;
- 1,7 km vers le Sud dans Paspébiac (ville), jusqu'à sa confluence[3]

La "rivière Hall Ouest" se déverse sur la rive Nord de la rivière Hall (rivière Bonaventure). La confluence de la rivière est située à :
- 19,2 km en amont de la confluence de la rivière Hall (rivière Bonaventure) ;
- 18,1 km au Nord-Est de l'embouchure du "Havre de Beaubassin" dans lequel se déverse la rivière Bonaventure.

## Toponymie
Le toponyme "rivière Hall Ouest" a été officialisé le 5 décembre 1968 à la Commission de toponymie du Québec.